# Gorgonina

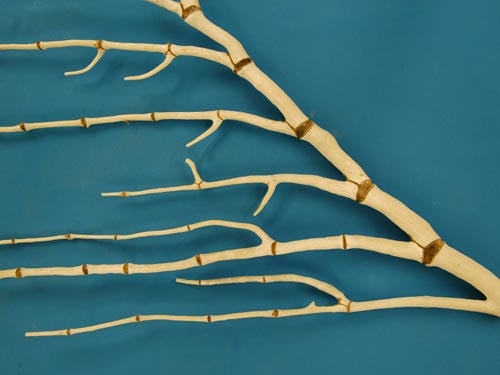
Scheletro di Isidella sp. costituito da giunzioni di gorgonina tra rami di calcare.

La gorgonina è una scleroproteina, ovvero un composto organico complesso formato da proteine, carboidrati e alogeni (principalmente iodio e bromo). Compone la struttura di sostegno (detto sclerasse) di alcuni coralli dell'ordine Alcyonacea, che per questo motivo sono detti comunemente Gorgonie o coralli cornei. La presenza della gorgonina, fibrosa ed elastica, conferisce allo sclerasse robustezza e al tempo stesso flessibilità, consentendo alle ramificazioni del corallo di resistere alle correnti nelle quali solitamente si sviluppano queste specie.
La gorgonina è prodotta da cellule specializzate dello sclerasse dette assoblasti. Studi hanno dimostrato che la produzione ha un andamento stagionale: più veloce nel periodo estivo e più lenta in inverno. Questa diversa velocità di accrescimento produce dei cerchi concentrici all'interno dell'asse dei coralli che hanno anche una diversa colorazione e consistenza: più scuri e sottili quelli invernali e più larghi e chiari quelli estivi. Questi anelli possono essere pertanto conteggiati e forniscono un metodo per misurare l'età del corallo.
Studi sulla crescita, sulla composizione e sulla struttura dello scheletro di alcune specie di gorgonia possono essere fortemente correlati con le variazioni stagionali e climatiche. Tali variazioni, unitamente alla grande diffusione e notevole longevità delle gorgonie le rende 
estremamente utili in paleoclimatologia e paleoceanografia.